# Vasilij Žbogar
Vasilij Žbogar (Koper, 4 de outubro de 1985) é um velejador esloveno, três vezes medalhista olímpico.

## Carreira
Vasilij Žbogar representou seu país nos Jogos Olímpicos de 2000, 2004, 2008 e 2012, na qual conquistou uma medalha de prata e um bronze na classe laser. 

### Rio 2016
Vasilij Žbogar representou seu país nos Jogos Olímpicos de Verão de 2016, na qual conquistou medalha de prata na classe finn, a primeira após mudar de classe, na qual antes competia na laser. Neste jogos ele foi porta-bandeira de seu país no Maracanã.